# 銀河機攻隊 莊嚴皇子
《銀河機攻隊 莊嚴皇子》，是由動畫工房、Orange制作的原创機器人動畫。電視動畫於2013年4月至9月放映。2016年9月放映特别篇，同年11月4日电影版《银河机攻队 觉醒的基因》上映。

## 故事簡介
地球曆2110年，這時的人類已經成功地踏入宇宙並開發、取得了為數眾多的資源星補足母星地球的資源短缺，正當一切好轉時，宇宙外圍基地卻遭到不明勢力「泛銀河統一帝國．烏魯加魯」的侵襲。正當地球聯軍節節退敗，可說是人類存亡危機的關頭下，隸屬於特務機關「MJP」，一群為了適應宇宙空間生存而接受過DNA改良的少年戰鬥員們臨危受命，操縱尖端戰鬥機器人「AHSMB」前往前線支援……

## 登場人物

### 秘密軍事機構「MJP」

#### Rabbits小隊
由於是小隊綜合成績最爛組成，模擬戰為99戰99敗，在校又被戲稱「殘念5人組」。各人皆有強項只是團隊意識跟精神方面薄弱，但生存意識卻是學生中最高最符合茱莉亞系統的故被選上。在初陣波神星基地撤退戰戰勝後，被媒體用「雄偉王子」稱呼。
日立出（聲：（日）相葉裕樹；（港）張振熙）
所屬：MJP機關．特殊宇宙戰鬥大隊．第十二作戰中隊．戰鬥母艦戈迪尼昂 第五分隊機動科
階級：少尉
16歲。小隊長。因常看漫畫故夢想是成為漫畫中的英雄也善於畫漫畫，女性常會畫女孩子而不是少女。
集中力高，在小隊中常起到積極作用，推動其他人前進。順便說一句，不會游泳。
照理說和其他學生一樣被消除入學前的記憶，不知為何卻記得緹歐莉亞這個人，每每見到她總是看得出神，一副若有所思的樣子。
第二十話得知與淺木俊一有相同父系遺傳基因，為親生兄弟，爾後都稱呼淺木為「哥哥（おにちゃん）」。
淺木俊一（聲：（日）淺沼晉太郎；（港）簡懷甄）
所屬：MJP機關．特殊宇宙戰鬥大隊．第十二作戰中隊．戰鬥母艦戈迪尼昂 第五分隊機動科
階級：少尉
17歲。隊中最年長者，綜合能力很高，看似冷靜卻極度在意自己的失敗，總是苦於因沮喪而引發的胃痛而常吃胃藥。對於隊長這職位有種莫名的在意。
似乎對桂有些好感，對於出抱有些許嫉妬。
第二十話得知與出有相同父系遺傳基因，為親生兄弟。
釘宮桂（聲：（日）日笠陽子；（港）顧詠雪）
所屬：MJP機關．特殊宇宙戰鬥大隊．第十二作戰中隊．戰鬥母艦戈迪尼昂 第五分隊機動科
階級：少尉
16歲。凜冽的長髮美女，聽力超群故會戴著耳塞，擅長空間能力，小隊僅有的常識人。雖然因此擔綱吐槽役，本身卻有著嗜吃與製作超高含糖份甜品這項令人忍不住大力吐槽的嗜好。
自從與出單獨談話過之後便對他有好感，每每看到出望著緹歐莉亞出神的樣子皆難掩嫉妒之情。
入江環（聲：（日）井口裕香；（港）羅婉楓）
所屬：MJP機關．特殊宇宙戰鬥大隊．第十二作戰中隊．戰鬥母艦戈迪尼昂 第五分隊機動科
階級：少尉
15歲。 天然系童顏巨乳少女，有著極高的重力承受力，知識吸取不多常不懂人家說啥，性知識0。夢想是交到一個帥哥男友。
非常渴望戀愛常看戀愛相關書籍，只要對方稍微示好就容易有好感，所以常向男生告白。食量大卻非常在意自己的體重。喜歡吃醃漬烏賊配白飯。
駿河中（聲：（日）池田純矢；（港）梁皓翔）
所屬：MJP機關．特殊宇宙戰鬥大隊．第十二作戰中隊．戰鬥母艦戈迪尼昂 第五分隊機動科
階級：少尉
16歲。對槍械異常狂熱的軍武宅，總會用武器來作形容女子或事物。負責遠距離砲擊支援。
愛吃咖哩。喜好女色常搭訕女子但太過直接反會害羞，對戀愛話題和美女相當感興趣。
黑木安樹（聲：（日）渡邊明乃）
所屬：MJP機關．特殊宇宙戰鬥大隊．第十二作戰中隊．戰鬥母艦戈迪尼昂 第五分隊機動科
階級：少尉
15歲。中期才加入Rabbits小隊。各方面超群的學園菁英。由於中性外表讓人不知是男是女。
個性內向害羞，集中精神時常會忘了周圍的事物，故團體協調性極端的差，在校時也都是單人受訓。
駕駛AHSMB戰鬥時，人格會變得異常狂暴，這時除了主要任務指示外皆不受控制。

#### Doberman小隊
早於Rabbits小隊首先接受使用茱莉亞系統的試驗小隊，機體與Rabbits小隊的性能雖差異很大，但其實力不下於Rabbits小隊。因隊長總是輕浮關係被戲稱「失望三人組」。
蘭迪·麥斯威爾（聲：（日）勝杏里；（港）何家裕）
所屬：MJP機關．特殊宇宙戰鬥大隊．第十一作戰中隊
階級：大尉
小隊隊長，為人輕浮喜愛搭訕女子，喜愛嚴厲型的女性。教導日立出當英雄必須長得帥且要做到「當機立斷」「永不放棄」「信賴同伴」。
第十九話為了完成傳送門任務，英勇地獨自斷後獻出了自己的生命。
藍凱修·錢德拉塞卡（聲：（日）藤原祐規；（港）陳健豪）
所屬：MJP機關．特殊宇宙戰鬥大隊．第十一作戰中隊
階級：大尉
小隊副隊長，在地球有一位未婚妻。個性極冷靜穩重擅分析，常吐嘈蘭迪，跟藍迪是同期生。
傳送門任務中的唯一倖存者。在第二十三話率領各國量產型AHSMB參加「天堂之門行動」。
劇場版轉任為Fox小隊隊長。
帕特里克·霍伊爾（聲：（日）村瀨步；（港）姜嘉蕾）
所屬：MJP機關．特殊宇宙戰鬥大隊．第十一作戰中隊
階級：中尉
隊中最年輕的成員。天然系。對環有好感。
第十九話被露迪艾爾擊殺，原本打算在任務結束後，送高級醃漬烏賊給環當禮物，戰死後由錢德拉轉交。
Hedgehog小隊 
作為補充人員，於天堂之門行動中編排為Doberman小隊的第2隊

#### Fawn小隊
於劇場版特別篇(第25話)登場，由Rabbits小隊成員的學弟妹組成，駕駛最新型AHSMB參戰。因機體開發調整關係沒來得及參加天堂之門行動，後被編組於Fox小隊。
瀨井讓刃（聲：（日）斉藤壮馬）
小隊長，能力優秀且愛現，擁有駭入學園的能力。吃極辣關係會自備許多辣醬。負責情報管制。
克里斯·蘇法利諾（聲：（日）代永翼）
速度派。缺乏合作能力總是自己衝。
由衣·麥哲倫（聲：（日）雨宮天）
常煩惱隊友而頭痛。負責炮擊。
安·梅迪庫姆（聲：（日）鈴木愛奈）
天然派。意外的射擊能力非常優秀，說話也常直接點出要點。負責前衛。

#### Fox小隊
為對抗烏魯迦魯殘軍跟新型敵人而組成的隊伍。
藍凱修·錢德拉塞卡（聲：（日）藤原祐規；（港）陳健豪）
詳細請參見Doberman小隊「藍凱修·錢德拉塞卡」
帕特里西亞·霍伊爾（聲：（日）三瓶由布子）
帕特里克的雙胞胎姊姊。

#### 司令部
四門雅堂（聲：（日）東地宏樹；（港）陳健豪）
所屬：MJP機關．司令部／階級：大佐／年齡：未知／愛好：未知／個性、特點：沈默寡言、嚴格／識別號碼：MA001-01-12
MJP的司令官。似乎認識茱莉亞系統的設計者。
向MJP提供自身的DNA，而他的DNA則用在日立出、淺木俊一身上，在遺傳學上被視為出、淺木的「父親」。
在「天堂之門行動」前，因GDF司令長官轉移指揮權，成為地球艦隊的總指揮官，以玫瑰星作為母艦並執行指揮工作。
在「天堂之門行動」後期利用玫瑰星衝擊傳送門，且沒有打算離開玫瑰星。在玫瑰星成功衝擊並摧毀傳送門後，被緹歐莉亞救出。
鈴風凜（聲：（日）澤城美雪；（港）陳雪瑩）
所屬：MJP機關特殊宇宙戰鬥大隊第十二作戰中隊／階級：少佐／年齡：28歲／識別號碼：MD481-54-78
戈迪尼昂現任艦長。原為前線駕駛員，因部隊全滅僅剩她一人存活被派往MJP的機師訓練學校及統合特殊作戰學校擔任教師，亦是Rabbits小隊的教官。Rabbits小隊自學院畢業後，她也跟著申請轉調，持續關照著Rabbits小隊的成長。
與整備長西園寺麗華是兒時玩伴和士官學校同學，西園寺麗華對其暱稱「鈴鈴」。
嗜吃棒棒糖，壓力大時也會拿出來吃，嗜吃到會把棒棒糖拿來拌酒調味的程度，總是能隨手拿出各種棒棒糖分給小隊眾人，也作為她放鬆和表示友善的手段。
緹歐莉亞（聲：（日）伊藤靜；（港）謝穎茵）
所屬：MJP機關．司令部．特別顧問室
從烏魯迦魯流亡地球的少女。銀髮，皮膚白皙。吉亞特的妹妹。在烏魯迦魯是擁有高地位的貴族（皇女），與其母親一樣是反對「狩獵」的反對派，因收到其母的秘密命令而流亡至地球，並向地球傳達了烏魯迦魯即將前來侵略的情報及AHSMB的基礎技術。其後，便以技術顧問的身份與MJP合作。自稱與出過去是朋友關係，應該沒有入學前記憶的出卻對她有印象。
曾向MJP提供自身的DNA，而她的DNA則单独用在日立出身上，在遺傳學上被視為出的「母親」。
丹尼爾（聲：（日）鈴木千尋）
所屬：MJP機關．司令部．特別顧問室
侍候緹歐莉亞的管家。
在最終決戰時乘座機體出戰。從機體的線條可以判斷出流亡前是隸屬於路美思。

#### 戈迪尼昂的船員
齊格飛·馮·維斯塔納哈（聲：（日）野島裕史；（港）何家裕）
所屬：MJP機關．特殊宇宙戰鬥大隊．第十二作戰中隊．戰鬥母艦戈迪尼昂 第二分隊航行科
階級：中尉
指揮室的船員。通信士。
朱里安諾·維斯康提（聲：（日）鳥海浩輔；（港）陳健豪）
所屬：MJP機關．特殊宇宙戰鬥大隊．第十二作戰中隊．戰鬥母艦戈迪尼昂 第二分隊航行科
階級：中尉
指揮室的船員。通信士。
西園寺麗華（聲：（日）大原沙耶香；（港）姜嘉蕾）
所屬：MJP機關．特殊宇宙戰鬥大隊．第十二作戰中隊．戰鬥母艦戈迪尼昂 第三分隊機關科
階級：大尉
戈迪尼昂的整備長，整備成員皆稱「老闆」。戰鬥時負責各機體管制跟整備指揮。穿著露出巨乳的工作服，超愛喝酒但酒品不好。
鈴風凜的兒時玩伴和士官學校同學，總是暱稱她為「鈴鈴」，並常吐槽她個性太緊繃，也常拉著她一起喝酒。
西園寺製藥的千金，家裡非常反對她從軍。BULE1的贊助廣告商跟麻木的胃藥正好皆是西園寺製藥。
露拉·張（聲：（日）藤堂真衣；（港）馮詠恩）
所屬：MJP機關．特殊宇宙戰鬥大隊．第十二作戰中隊．戰鬥母艦戈迪尼昂 第四分隊衛生科
階級：大尉
哥迪尼昂的隨船軍醫，隨時關注監控著Rabbits小隊的身心狀況。與鈴風凜和西園寺麗華是士官學校的同期三人組。
山田佩子（聲：（日）東山奈央；（港）姜嘉蕾）
所屬：MJP機關．廣報局
階級：中尉
廣報官。負責Rabbits小隊的日程安排和生活起居。會開快車。
直美（聲：（日）明坂聰美）
所屬：MJP機關．特殊宇宙戰鬥大隊．第十二作戰中隊．戰鬥母艦戈迪尼昂 第四分隊衛生科
露拉手下的護士。
名取詩音（聲：（日）布萊德庫特·莎拉·惠美）
故事開始時並沒有設定本名，只是以「食堂大姐」作為標記，其後在網路電台「MJPザンネンラジオ」的公開招募中決定其名稱。名稱是來自營養學的英文「Nutrition」。

##### 整備艦人員
黑6由於是最新銳機體加上全自動化關係，整備補給全由安樹自己負責。
日立出的維修人員
紅5整備組。
出川（聲：（日）近藤隆）
真由（聲：（日）日高里菜）
MJP總部所在地富良野出生。
鄧恩（聲：（日）蓮岳大）
淺木的維修人員
藍1整備組，三代同堂。
安娜（聲：（日）日高里菜）
9歲的小女孩。刀子口豆腐心。
迪亞哥（聲：（日）小田柿悠太）
安娜的爸爸。
馬提歐（聲：（日）山岸治雄）
安娜的爺爺。也愛吃甜食。
桂的維修人員
紫2整備組，由群性感美女組成，將桂當作可愛的妹妹看待，並稱她為「大小姐」。
伊莉娜（聲：（日）藤堂真衣）
巨乳。
珍（聲：（日）東山奈央）
蘿娜（聲：（日）雨宮天）
瑪莉（聲：（日）山下百合惠）
環的維修人員
玫瑰3整備組，由一組擁有肥胖體型相似面孔的兄弟組成，帶著太陽眼鏡，認為三次元的人很煩。
新一郎（聲：（日）藤原貴弘）
長子。
新二郎（聲：（日）藤原貴弘）
次子。
新三郎（聲：（日）藤原貴弘）
三子。
駿河的維修人員
金4整備組，由3位肌肉熱血漢組成。喜歡強調著肌肉。
秀行（聲：（日）藤原貴弘）
宣忠（聲：（日）中西敏治）
隆（聲：（日）前田淳）

#### 古蘭澤雷都市學園
杉田（聲：（日）杉田智和）
劇場版特別篇(25話)登場的男教官，與鈴風凜同期。常擅自跑去幫鈴風的忙。

### 全球防衛軍「GDF」
天音葉月（聲：（日）淺野真澄）
所屬：GDF．統合國防總省．統合參謀本部；年齡：26歲；興趣：製作雞尾酒、旅遊、吃飯散步
階級：大尉→少佐（谷神星大戰後）→中佐（前往灶神星基地時追任）→大佐（第十五集末）
參謀長聯席會議的情報官，小峰大佐的副官。參謀長聯席會議中唯一將Rabbits小隊視為人來關心的軍官，也是唯一會積極提出建言的人，但總是不被重視。
穀神星大戰之後多次被委任為最高指揮官。
與鈴風凜她們同期三人組是好姊妹關係。
小峰大（聲：（日）中西敏治；（港）陸頌愚）
所屬：GDF．統合國防總省．統合參謀本部
階級：大佐
參謀長聯席會議的大佐。只會做表面功夫，比起正當防務更重視在媒體面前表現的政客型軍官。
卓力格（聲：（日）蓮岳大；（港）陸頌愚）
所屬：GDF．統合國防總省．最高司令部
階級：元帥
監督GDF的總司令，階級元帥。
白戶（聲：（日）小田柿悠太）
所屬：GDF．統合國防總省．統合參謀本部
階級：中尉
卓索·史密斯（聲：（日）志賀麻登佳；（港）周鑫霆）
所屬：GDF．最高司令部．統合軍．外惑星方面軍
階級：大尉
柯索·夏美（聲：（日）昆夏美）
所屬：GDF．最高司令部．統合軍
階級：中尉
GDF的通信士。

### 泛銀河統一帝國「烏魯加魯」

#### 皇族
白色為皇族專用顏色，機體性能比軍團長的機體更快出力更高，還可依自身情感變化外型變得更強大。
加魯基爾（聲：（日）梁田清之；（港）梁皓翔）
烏魯加魯的現任皇帝。前任皇帝被暗殺後隨即即位。母親已經死亡。吉亞特的哥哥，為異母兄弟關係。默認吉亞特的行動。
在最終決戰中，對吉亞特沒有回歸並沒有任何感覺，亦發現了地球上的新進化的可能性。
吉亞特（聲：（日）綠川光；（港）蔡忠衛）
烏魯加魯的第二皇子。現任皇帝加魯基爾的弟弟（異母兄弟），與緹歐莉亞為親生兄妹關係。
不受拘束、凡事手到擒來的強者，對王位不感興趣，對於自己的慾望無法滿足而渴望著。
認為自己想要的東西就是要自己掠奪才有樂趣。
在最終決戰中與日立出發生戰鬥，生死不明。
緹歐莉亞（聲：（日）伊藤靜；（港）謝穎茵）
詳細請參見MJP司令部「緹歐莉亞」

#### 雷加圖斯
烏魯加魯的軍團長。由多爾加納、拉達、克萊因、露迪艾爾及路美思5人所組成，各自有專屬的機體。
多爾加納（聲：（日）町田政則；（港）周鑫霆）
烏魯加魯的軍團長之首，亦是烏魯加魯中最強的戰將，在最後決戰時為阻止天堂之門被破壞而強襲，被藍凱修、黑木安樹給擊傷。
拉達（聲：（日）鈴木千尋）
烏魯加魯第13氏族的族長，帶領烏魯加魯軍的先鋒入侵太陽系。
性格較龜縮的軍團長，機體故也較重防禦，容易為點損傷就退後。
第十八話因偷聽吉亞特和路美思對話，被吉亞特所殺。
克萊因（聲：（日）山本和臣）
烏魯加魯第11氏族的族長，擅長利用速度向敵人進行突襲及攻擊。
在被BLACK6擊敗後大幅強化了機體防禦。
在學園攻防戰中不奉命令獨自率領自己部下衝往地球被Rabbits小隊（黑木安樹除外）聯合擊殺。
露迪艾爾（聲：（日）尤加奈；（港）馮詠恩）
烏魯加魯的女軍團長。
同二皇子般慾望強大，與二皇子有著互相滿足的關係。有把戰利品拿來裝飾房子跟美學要求的嗜好。
第十九話擊殺前往偵查天堂之門的帕特里克，並重傷蘭迪、藍凱修。
第二十二話被Rabbits小隊（日立出除外）聯合擊殺。
路美思（聲：（日）諏訪部順一；（港）陳健豪）
雷加圖斯中良識派的男子。主要負責情報跟防守。世代族人皆侍奉吉亞特他們一族。
在露迪艾爾死後，參加最終決戰。負責防禦傳送門，完全阻止GDF軍對傳送門的攻擊。在緹歐莉亞出現在戰場時知道了她真正的意圖，其後撤退。

#### 一般兵
由持有優良基因的士兵連同機體一起複製出來的克隆體，沒有自由意識，在接受命令後會忠實執行到死。需要定時使用補給艙維持生命，丹尼爾形容其如同機械一樣。

## 登場機械

### MJP

#### AHSMB
將緹歐莉亞帶來的烏魯加魯機的基本技術改良至適合地球人使用，並在機體上安裝JURIA-SYSTEM，駕駛搭乘人型的核心組件，再跟外部裝甲合體。詳細請參閱用語中的「AHSMB」。
MJP在募集贊助費時會讓贊助商在機體上貼上其商標。
前往戰線時會由戈迪尼昂搭載的各機專用的整備艦運送。
AHSMB-005 RED FIVE-FORWARD LEADER type-
日立出的專用機。機體定位為指揮泛用型。具有多樣武裝，包括反擊劍及光束鏈鋸，光束加農炮，HSB加農，「長弓」光束炮，詭雷陣，可對應各種戰況，實戰中主要處於前鋒位置。半覺醒狀態會露出本來隱藏的第二對監視器，速度大幅強化，但是機體不能支持長時間的高強度戰鬥。完全覺醒下會增加一對亮藍能量翼，可控制自如作攻擊或防守用途。
AHSMB-005＋ RED FIVE＋ -FORWARD LEADER type-
劇場版登場的RED5預備機，增加了可變機能。基本機能和原型機大致相約，但是剛從昏迷恢復的出無法使用覺醒機能。
AHSMB-001 BLUE ONE-FORWARD
淺木俊一的專用機。機體定位為泛用全戰域對應型。實戰中擔任前鋒位置，武裝包括肩部機關炮，可兼作槍械及近戰使用的鉞槍，形似日本刀的衝鋒刃及大型光束兵器抹除者。臂上的束帶可以作防禦用途。覺醒狀態下機體會纏繞金黃色的能量束，可如鎖鍊般封鎖敵人或將敵人牽拉至近戰距離。雙持鉞槍及衝鋒刃作戰並大幅強化威力及速度。
AHSMB-002 PURPLE TWO-CONTROL
釘宮桂的專用機。機體定位為廣域戰術警戒管制型。長居戰線後方收集及分析敵方資訊，再回饋至小隊隊長及隊員，有時間也直接由桂下達戰術指示。武裝貧乏，僅有機炮及兩台光束炮，需要其他隊員協助防守。覺醒狀態下會變成4足獸樣式，處理資訊的能力大幅提升，得以協助控制常人因資料量巨大而無法操控的高性能缺陷機White Zero。
AHSMB-003 ROSE THREE-BOOSTER
入江環的專用機。機體定位為高機動游擊型。藉由搭載大型反應爐及推進器得到極端的速度，突入敵人陣形並使用外裝甲附設的飛彈及光束炮作廣範圍的攻擊迫使敵人分散作戰。萬不得已的狀態下，也可以分離及破壞巨大的外裝甲作炸彈使用。因需要單機陷入敵陣，護盾強度亦特別提升。覺醒狀態下會展開推進器內藏的四具光束炮，光束強度足以一擊破壞敵機，加上發射頻率高而且可自動追蹤敵人，是強力的廣範圍武器。但是環無法自如操控光束炮導致光束錯誤擊中其他無關目標，需要PURPLE TWO及GOLD FOUR分別協助火器操作及瞄準目標。
AHSMB-004 GOLD FOUR-GUNNER
駿河中的專用機。機體定位為超遠距離支援砲擊型。
AHSMB-006 BLACK SIX-MULTIROLE
黑木安樹的專用機。機體定位為次世代泛用型。
ASHMB-006B Shirke
以BLACK6為原型所製成的量產機。配色改為綠色並提升了量產跟泛用性，還強化了冷卻裝置使運行時間為BLACK6的1.5倍。
於天堂之門行動時配屬給參戰的學生。
試作7号機、試作8号機、試作9号機、試作10号機
是以BLACK6為原型加上前面1-5號機的資料而製成的新型機，最後未能趕上天堂之門行動。
AHSMB-007 ORANGE SEVEN
安·梅迪庫姆的專用機。以BLACK6和BLUE1為藍本的近戰型。
AHSMB-008 SILVER EIGHT
由衣·麥哲倫的專用機。以BLACK6和為GOLD4藍本的中遠距離炮擊型，炮擊能力相當於20架Rhinos的火力。
AHSMB-009 GREEN NINE
瀨井讓刃的專用機。以BLACK6和PURPLE2為藍本的戰術支援型，探索能力是PURPLE2的1.3倍。
AHSMB-010 MAGENTA TEN
克里斯·蘇法利諾的專用機。以BLACK6和ROSE3為藍本的一擊脫離型。
XAHSMB-000 WHITE ZERO
所有AHSMB的原型機，及全機體優異於一身，其性能與處理情報太過龐大以致常人無法操作的缺陷品。機體最早在OVA「飛往未來的翅膀」登場，但是於劇場版才正式啟動。擁有強大的火力及推進力，巨大的輔助臂可變形為破壞力超群的光束炮及擁有可線控射出的機能，背上的圓環於覺醒狀態下可解放成類似BLUE ONE的能量束，可以直接殺傷敵機。控制WHITE ZERO單機所需的資訊量足以超越五台後繼機種之和，需要覺醒狀態下的PURPLE TWO導航加上處理資訊能力優異的淺木配合才可以有效操縱。最後淺木用線控輔助臂和能量束束縛迪奧路耶後棄機逃生，被ROSE THREE的能量球連同迪奧路耶被破壞。

#### Haimobu
MF-86A Rhinos
Doberman小隊的機體。屬於86式通用戰術戰鬥兵器，為Rabbits小隊的AHSMB雛形機，並沒有核心組件。因造價便宜且一般駕駛員也可使用，在第十七集時，GDF的高層將此機體情報技術售予各經濟圈以取代82式高機動戰鬥兵器。
後期追加了可近戰的裝備跟飛彈。
MF-86T（練習機）
AHSMB駕駛者的候補生所用的機體。古蘭澤雷都市學園地球校及宇宙校皆有配備。

#### MJP的艦艇
戈迪尼昂
MJP專用的大型宇宙戰鬥母艦，全長600米。武器為安裝於艦首的一門主炮、艦身的兩側和上方有球形的光束炮及導彈發射口，可配合GOLD4來分離船身使其使用艦身武裝。。兩側可展開扇型翼配合友軍太陽光雷射使用加速功能。
整備艦
搭載在戈迪尼昂上的小型艦艇，共有6艘。全長約140米。平時全部機體都放在母艦內整備，戰鬥時會將各機體轉往各自整備艦。
主要任務是在戰鬥時將AHSMB各機運送至指定位置。武器為安裝於艦首的兩門主炮，後方亦備有球形的光束炮及導彈發射口。
每艘整備艦上都會有專屬的整備團隊協助機師調整及維護機體，除了BLACK SIX（由機師本人調整及維護機體）。出擊時，機體通過艦面的圓形艙門到達發射位置。 ROSE THREE由於體積過大的關係，採取獨特的艦體設計，機體收容在艦首，而且艦首可以打開及變形成為大型反重力彈射台。
船上具有反重力彈射裝罝，當艦艇到達指定位置後便會以該裝罝彈射AHSMB機體，另外該裝罝亦能射出AHSMB機體的裝備及專用武器甚至射出能源。

### GDF

#### GDF的機動兵器
82式高機動戰鬥兵器
機體定位為宇宙用高機動通用機。
主要任務是艦艇的整備和修理、小行星的開拓和基地建設等。
戰鬥力低，但仍是GDF主力的宇宙用機動兵器。
簡易型多用途戰鬥設備
主要用於據點防衛，GDF的前線基地皆有配備。

#### GDF的艦艇
宇宙通用戰鬥機
GDF的宇宙戰鬥機。

## 用語

### 國家・組織
MJP機關
正式名稱為「Military Junior Pre-academy」。直屬於GDF最高司令部的特務機關。
本來是研究透過操縱DNA來培養適合在宇宙中生存的人類的研究機關，其後因GDF與烏魯加魯的戰爭而接觸流亡的緹歐莉亞，她向當時的機關傳達了能對抗烏魯加魯的侵略並化解危機的信息，最後改組為下級軍事培訓學校並直屬於GDF最高司令部。
古蘭澤雷都市學園
MJP機關的寄宿訓練學校。地球校位於北海道・富良野，宇宙校位於玫瑰星。地球校的周邊地區是一大片的薰衣草田。
學園的學生抱著很強的精英意識，往往看不起別人而缺乏協調性。
地球防衛軍
由聯合國在地球曆2050年發展並組建的全球性軍事組織，GDF是「GLOBAL DEFENSE FORCE」的縮寫。其中除了綜合國防部，還存在著GDF最高司令部、聯合作戰指揮部以及各國的軍隊。故事開始時，因沒有能對抗烏魯加魯的技術和情報而處於劣勢。
環太平洋印度聯盟
組成地球防衛軍的其中一個經濟圈。可稱為環太印聯盟、環太平洋亞洲聯盟或U.P.I.。
事實上AHSMB的相關技術被其獨佔，其他的經濟圈亦要求其公開技術。
統一美洲國家組織
組成地球防衛軍的其中一個經濟圈。被稱為U.O.A.。
在對抗烏魯加魯的戰爭中失去大量資金和人材，因此現時採取消極的態度。會販賣戰艦予其他經濟圈。
大中華聯盟
組成地球防衛軍的其中一個經濟圈。被稱為中國圈。錯過了太空發展，正計劃取得AHSMB的相關技術。
谷神星大戰時，在戰鬥中脱離戰線。在古蘭澤雷都市學園防衛戰中遭受沉重的打擊。
佩拉羅西亞諸國會議機構
由俄羅斯，白俄羅斯及穆斯林世界所組成。組成地球防衛軍的其中一個經濟圈。
透過自身的信息網絡獲得了MJP的內部情報，取得的部份技術使其能獨自生產AHSMB的模仿機，並配備於實戰中。
谷神星大戰時，在戰鬥中脱離戰線。在古蘭澤雷都市學園防衛戰中遭受沉重的打擊。
非洲合眾國
組成地球防衛軍的其中一個經濟圈。被稱為非洲圈。錯過了太空發展，正計劃取得AHSMB的相關技術。
擴大歐洲聯盟
由E.U.各國、東歐、巴爾幹半島各國所組成。組成地球防衛軍的其中一個經濟圈。被稱為E.E.U.。
月・地球聯盟
組成地球防衛軍的外太空經濟圈一部份。由美國、日本、歐盟和俄羅斯共同創建。
火星政府
組成地球防衛軍的外太空經濟圈一部份。由火星殖民者建立，與資源豐富的月球和地球聯邦建立密切關係。
獨立小行星國家
組成地球防衛軍的外太空經濟圈一部份。小行星要是礦工和礦業公司佔據，由於人口過於稀少，基本沒有實質性的權利，受本月・地球聯盟的經濟支配。
玫瑰星
位於地球衛星軌道上的次世代太空站，透過太空電梯將玫瑰星與地球連結。形狀像一個綻放的巨大玫瑰。MJP和GDF的基地。
玫瑰星的核心是改良自緹歐莉亞的飛船。可變形，甚至能在最終決戰時把所有GDF的艦艇收容在內。需要時可為Struggle Laser提供能源參與作戰。
泛銀河統一帝國「烏魯加魯」
在故事中侵略地球的敵人。一個有著悠久歷史的種族，擁有比地球優勝的軍事技術，亦擁有獨立的語言。
由於種族已經進入衰退期，為了防止種族活力衰退、遺傳基因日趨劣化並使種族走向滅亡，因此進行大量的人工延長壽命的研究，但全都失敗。最後進行了某種實驗（淺木稱之為遺傳基因播種計畫），以人工手段來促使族人的遺傳基因進化，然後將其散播至宇宙的每一個角落。由於在不同的星球、不同的環境下，遺傳基因應該能建立起不同的生態系統，因此亦可能會出現能夠彌補烏魯伽魯衰退的生命力的強大人種。當散播的遺傳基因都各自進化後，便會將其「回收」，並用來延續種族。透過打開與過去散播遺傳基因的行星相連的空間通道，當發現了已進化的種族，便會對其進行回收，烏魯伽魯人稱之為「狩獵」。因此稱地球人為「原生種族」。大部分的人民支持「狩獵」，亦有像緹歐莉亞的反對派存在。能夠翻譯地球的語言。侵略地球時使用設置在天王星的軌道外的傳送門。

### 技術・兵器
AHSMB
全稱為「Advanced-High-Standard-Multipurpose-BattleDevice」（新世代高規格泛用戰鬥設備）。是為了與烏魯加魯對抗、匯集人類智慧而製作的新世代高規格通用作戰設備。
駕駛者的求生及防禦的本能會連接並搭載至「JURIA-SYSTEM」。每部AHSMB皆有專用的整備艦及整備團隊。機體由高9.2米的核心機及各機專用的外裝組成。性能很高，但操作困難。機體在攻擊時能顯現出巨大的爆發力，但相對的，消耗及故障亦會較一般狀態時多。還有，機體存在著自我意識，有時候可能會自己採取行動。
因為是基於烏魯加魯機的基本技術，所以存在著烏魯加魯機的機體特性及共通點。由MJP的成員對技術進行了改良，使地球人能使用。
駕駛艙亦有特點。BLUE1及RED5是普通的座椅式；GOLD4也是座椅式，但有多餘的空間讓機師進行精密射擊；ROSE3是類似騎單車時採取的前傾姿勢式；PURPLE2是站立式；BIACK6則沒有採用控制桿控制機體，而使用觸碰傳感器。
JURIA-SYSTEM
片中AHSMB搭载的特殊专属系统，系统名源于开发者。基于DNA开发而成，可以通过识别专属驾驶员的DNA从而提高驾驶员与机体的亲和性，达到人机一体的操作性能，有一定程度的人工智能，遵从人类最原始的生存本能。此系统完全负荷运转时会对驾驶员造成负面影响，有可能使驾驶员失去自我，日立出也因使用完全觉醒的此系统而加剧染色体端粒缩短，出现严重早衰现象。
諧波水平
也称共鸣水平，指驾驶员与JURIA-SYSTEM的联动水平值，驾驶员越适应机体，水平值就越高，机体性能越能进一步发挥，同时也伴随一定危险性。达到最高时成为终极形态，TV版中全剧只有Red Five在最终战达到终极形态，能任意使用纯能量翼进行攻击和防御。其餘4台AHSMB及秘密收藏在學園中的White Zero在劇場版中亦相繼覺醒，各自表現出獨特的能力。
Haimobu
全稱為「High-Mobility-Multipurpose-Battle-Device」（高機動多用途戰鬥設備），通稱「Haimobu」。
是屬於宇宙通用作業機體。

### 其他用語
新宇宙暦（GC）
地球暦（西元）2023年，人類成功能進出宇宙，因此把該年定為「宇宙元年」，故事中亦使用這年號。
波神星基地撤退作戰
在第一話中，去波神星基地掩護人員撤離。
穀神星大戰
在第七話至第八話中，GDF在穀神星附近打擊烏魯加魯的反攻作戰。首要目標是利用設置在小行星的戰術重型激光照射裝置破壞烏魯加魯的前線基地，目標本身已經成功達成，但由於在作戰開始前至基地被破壞後，各經濟圈的艦隊遭到烏魯加魯軍的突襲，使損耗率超越40%，令GDF遭受沉重的打擊。

## 電視動畫

### 製作人員
- 原作：創通／Fields
- 監督：元永慶太郎
- 副監督：則座誠
- 角色設計：平井久司
- 系列構成：吉田玲子
- 軍事、SF考証：鈴木貴昭
- MJP機械設計：谷裕司
- GDF機械設計：森木靖泰
- Wulgaru機械設計：渡邊浩二
- 總作畫監督：佐光幸惠、高岡淳一、牧孝雄
- 美術監督：前田實
- 景觀設計：岩畑剛一
- 色彩設計：、真壁源太
- 攝影監督：桑野貴文
- 編集：
- CG製作：井野元英二
- CG監督：都田崇之
- 音響監督：蝦名恭範
- 音樂：渡邊俊幸
- 企劃：山本英俊
- 製作人：高篠秀一、沼田知己、吉澤隆、後藤能孝
- 動畫製作人：中村陽介
- 動畫制作：動畫工房×Orange
- 製作：MJP製作委員會

### 主題曲
片頭曲
（第2話－第12話）
作詞、作曲：石川智晶，編曲：Zeling works，主唱：昆夏美
第1話、第19話、第24話用作插入曲。
「PROMPT」（第13話－第23話）
作詞：，作曲：古代祐三，編曲：宮永治郎，主唱：昆夏美
片尾曲
（第01話－第12話）
作詞、作曲：石川智晶，編曲：小倉博和，主唱：石川智晶
第1話未使用。
（第13話－第15話、第17話、第18話、第23話）
作詞：，作曲：伊藤賢治，編曲：梅堀淳，主唱：釘宮桂（日笠陽子）、入江環（井口裕香）
第14話為桂獨唱，第15、18話為環獨唱。
（第16話、第21話、第22話）
作詞、作曲、編曲：大隈知宇，主唱：日立出（相葉裕樹）、淺木俊一（浅沼晋太郎）、駿河中（池田純矢）
「Respect Me」（第19話）
作詞、作曲：石川智晶，編曲：，主唱：石川智晶
（第20話）
作詞：松本一起，作曲、編曲：上倉紀行，主唱：昆夏美
插曲
（第6話）
作詞、作曲：石川智晶，編曲：Zeling works，主唱：昆夏美
（第24話）
作詞、作曲：石川智晶，編曲：土屋學，主唱：石川智晶

### 各話列表
| 話數             | 日文標題         | 中文標題               | 香港標題               | 劇本             | 分鏡                | 演出             | 作畫監督                                   |                  |
| 第一章「新兵們」 | 第一章「新兵們」 | 第一章「新兵們」       | 第一章「新兵們」       | 第一章「新兵們」 | 第一章「新兵們」    | 第一章「新兵們」 | 第一章「新兵們」                           | 第一章「新兵們」 |
| ---------------- | ---------------- | ---------------------- | ---------------------- | ---------------- | ------------------- | ---------------- | ------------------------------------------ | ---------------- |
| #001             |                  | 出擊                   | 出擊                   | 吉田玲子         | 元永慶太郎          | 元永慶太郎       | 平井久司 渡邊浩二                          |                  |
| #002             |                  | 英雄誕生               | 英雄誕生               | 吉田玲子         | 岩畑剛一            | 則庭誠           | 曾我篤史                                   |                  |
| #003             |                  | 奇襲                   | 奇襲                   | 吉田玲子         | 元永慶太郎          | 黑田康弘         | 高岡淳一 佐光幸惠                          |                  |
| #004             |                  | 喪失                   | 喪失                   | 吉田玲子         | 小寺勝之            | 山口賴房         | 大河原晴男 長谷川亨雄                      |                  |
| #005             |                  | 小行星基地潛入作戰     | 小惑星基地潛入作戰     | 志茂文彥         | 小林孝志            | 末田宜史         | 菊池正芳 杉本光司                          |                  |
| #006             |                  | 畢業                   | 畢業                   | 吉田玲子         | 後信治              | 後信治 矢野孝典  | 古賀誠                                     |                  |
| 第二章「絆」     |                  |                        |                        |                  |                     |                  |                                            |                  |
| #007             |                  | 慾望的牙城             | 望的牙城               | 吉田玲子         | 小寺勝之            | 則座誠           | Kim Yongsik KIM SHIN YOUNG                 |                  |
| #008             |                  | 神星大戰               | 穀神星大戰             | 鈴木貴昭         | 元永慶太郎          | 元永慶太郎       | 福田紀之                                   |                  |
| #009             |                  | 開示                   | 公開                   | 志茂文彥         | 小林孝志            | 山口賴房         | 大河原晴男 外山陽介                        |                  |
| #010             |                  | 獵人與獵物             | 獵人、獵物             | 志茂文彥         | 小寺勝之            | 末田宜史         | 菊池正芳 菊永千里                          |                  |
| #011             |                  | 阿瑞斯行動             | 阿瑞斯行動             | 鈴木貴昭         | 後信治              | 矢野孝典         | 古賀誠                                     |                  |
| #012             |                  | 秘密任務               | 秘密任務               |                  | 則庭誠              | 則庭誠           | 佐光幸惠                                   |                  |
| 第三章「激鬥」   |                  |                        |                        |                  |                     |                  |                                            |                  |
| #013             |                  | 孤高的王牌             | 孤高的王牌             | 吉田玲子         | 元永慶太郎          | 松村樹里亞       | 牙威格                                     |                  |
| #014             |                  | AHSMB的影子            | AHS的影子              | 志茂文彥         | 小寺勝之            | 山口賴房         | 片岡千春、外山陽介 大河原晴男、長谷川亨雄  |                  |
| #015             |                  | 灶神星防衛             | 灶神星防衛             | 鈴木貴昭         | 小林孝志            | 末田宜史         | Kim Yongsik KIM SHINYEONG                  |                  |
| #016             |                  | 你的英雄               | 你的英雄               | 吉田玲子         | 後信治              | 矢野孝典         | 森田實                                     |                  |
| #017             |                  | 都市學園防衛戰（前篇） | 都市學園防衛戰（前篇） | 志茂文彥         | 元永慶太郎 岩畑剛一 | 江口大輔         | 小宮山由美子                               |                  |
| #018             |                  | 都市學園防衛戰（後篇） | 都市學園防衛戰（後篇） | 志茂文彥         | 元永慶太郎          | 江口大輔         | 渡邊浩二                                   |                  |
| 最終章「光輝」   |                  |                        |                        |                  |                     |                  |                                            |                  |
| #019             |                  | 深入偵查               | 深入偵查               | 鈴木貴昭         | 後信治              | 山口賴房         | 梶浦伸一郎 原田峰文                        |                  |
| #020             |                  | 宿命的基因             | 宿命的遺傳因子         | 吉田玲子         | 松村樹里亞          | 松村樹里亞       | 小澤圓、藤田正幸 千光士海登                |                  |
| #021             |                  | 決戰前夜               | 決戰前夕               | 吉田玲子         | 元永慶太郎          | 松村樹里亞       | KIM YONGSIK KIM SHINYEONG                  |                  |
| #022             |                  | 天堂之門行動           | 天堂之門行動           | 志茂文彥         | 則座誠              | 則座誠           | 青原裕士、伊藤悠太 館崎大                  |                  |
| #023             |                  | 骰子已經投出           | 骰子已經投出           | 鈴木貴昭         | 岩畑剛一            | 江口大輔         | 青野厚司、小宮山由美子 館崎大              |                  |
| #024             |                  | 宇宙中凋零的花朵       | 宇宙中凋零的花朵       | 吉田玲子         | 元永慶太郎          | 松村樹里亞       | 佐光幸惠、高岡淳一 牧孝雄、今岡大 平井久司 |                  |
| 特別篇           |                  |                        |                        |                  |                     |                  |                                            |                  |
| #025             |                  | 飛往未來的翅膀         |                        | 鈴木貴昭         | 即座誠              | 即座誠           | 飯嶋友里惠、平田賢一                       |                  |

### 播放電視台
日本深夜動畫：下文記載的日本国内播放時間使用日本標準時間（UTC+9）表示。因為部分時間标识會採用30小时制，因此請留意这类超过24:00的时间，其實際播放時間為翌日清晨。
| 播放地區       | 播放電視台     | 播放日期               | 播放時間（UTC+9）                                   | 所屬聯播網          | 備註 |
| -------------- | -------------- | ---------------------- | --------------------------------------------------- | ------------------- | --- |
| 東京都         | TOKYO MX       | 2013年4月4日－9月19日  | 星期四 22時30分－23時00分                           | 獨立UHF局           | |
| 神奈川縣       | 神奈川電視台   | 2013年4月4日－9月19日  | 星期四 22時30分－23時00分                           | 獨立UHF局           | |
| 京都府         | KBS京都        | 2013年4月4日－9月19日  | 星期四 22時30分－23時00分                           | 獨立UHF局           | |
| 日本全國       | NICONICO直播   | 2013年4月4日－9月23日  | 星期四 22時30分－23時00分 星期一 22時30分－23時00分 | 網路電視            | 第1話 第2-24話                                                                                             |
| 兵庫縣         | SUN電視台      | 2013年4月4日－9月19日  | 星期四 24時30分－25時00分                           | 獨立UHF局           | |
| 奈良縣         | 奈良電視台     | 2013年4月4日－9月19日  | 星期四 24時30分－25時00分                           | 獨立UHF局           | |
| 千葉縣         | 千葉電視台     | 2013年4月4日－9月19日  | 星期四 25時00分－25時30分                           | 獨立UHF局           | |
| 埼玉縣         | 埼玉電視台     | 2013年4月4日－9月19日  | 星期四 25時05分－25時35分                           | 獨立UHF局           | |
| 静岡縣         | 靜岡電視台     | 2013年4月4日－9月26日  | 星期四 25時10分－25時40分                           | 富士電視網          | |
| 北海道         | TV北海道       | 2013年4月4日－9月19日  | 星期四 25時35分－26時05分 星期四 26時05分－26時35分 | 東京電視網          | 第1話 第2-24話                                                                                             |
| 福島縣         | 福島電視台     | 2013年4月4日－9月19日  | 星期四 25時40分－26時10分                           | 富士電視網          | |
| 愛知縣         | 愛知電視台     | 2013年4月4日－9月19日  | 星期四 26時05分－26時35分                           | 東京電視網          | |
| 岡山縣、香川縣 | 瀨戶內電視台   | 2013年4月4日－9月19日  | 星期四 26時15分－26時45分                           | 東京電視網          | |
| 石川縣         | 北陸放送       | 2013年4月4日－9月19日  | 星期四 26時45分－27時15分                           | 日本新聞網          | |
| 福岡縣         | TVQ九州放送    | 2013年4月4日－9月19日  | 星期四 27時00分－27時30分                           | 東京電視網          | |
| 新潟縣         | 新潟放送       | 2013年4月5日－9月20日  | 星期五 25時50分－26時20分                           | 日本新聞網          | |
| 三重縣         | 三重電視台     | 2013年4月5日－9月20日  | 星期五 25時50分－26時20分                           | 獨立UHF局           | |
| 鹿兒島縣       | 鹿兒島電視台   | 2013年4月5日－9月20日  | 星期五 25時50分－26時20分                           | 富士電視網          | |
| 長野縣         | 長野放送       | 2013年4月5日－9月20日  | 星期五 26時10分－26時40分                           | 富士電視網          | |
| 山口縣         | 山口放送       | 2013年4月6日－9月28日  | 星期六 26時15分－26時45分                           | 日本電視網          | |
| 日本全域       | BS日本         | 2013年4月7日－9月22日  | 星期日 24時00分－24時30分                           | 日本電視網 衛星電視 | |
| 宮城縣         | 仙台放送       | 2013年4月7日－9月29日  | 星期日 25時15分－25時45分                           | 富士電視網          | |
| 廣島縣         | 廣島電視台     | 2013年4月7日－10月6日  | 星期日 25時20分－25時50分                           | 日本電視網          | |
| 愛媛縣         | 愛媛電視台     | 2013年4月7日－9月29日  | 星期日 25時25分－25時55分                           | 富士電視網          | |
| 日本全域       | NICONICO頻道   | 2013年4月8日－9月23日  | 星期一 23時30分 更新                                | 網路電視            | |
| 日本全域       | AT-X           | 2013年4月10日－9月25日 | 星期三 20時30分－21時00分                           | 衛星電視            | 有重播 |
| 青森縣         | 青森電視台     | 2013年4月11日－10月3日 | 星期四 25時33分－26時03分                           | 日本新聞網          | |
| 群馬縣         | 群馬電視台     | 2013年4月14日－9月29日 | 星期日 23時30分－24時00分                           | 獨立UHF局           | |
| 熊本縣         | 熊本縣民電視台 | 2013年4月19日－10月4日 | 星期五 25時58分－26時28分                           | 日本電視網          | |
| 香港           | J2             | 2014年6月19日－7月22日 | 星期一至五 18時25分－19時00分                       | －                  | UTC+8 BD版本 有重播 雙語廣播 有字幕 myTV提供14天重溫 首播於合家欣賞時間作有尺度刪剪 ，重播時段為較完整版本 |

## 劇場版
以「莊嚴皇子 覺醒的遺傳因子」為標題，於2016年11月4日上映。

### 主題曲
主題曲
作詞：Rico，作曲、編曲：齋藤真也，主唱：昆夏美
劇中歌
「PROMRT」
作詞：，作曲：古代祐三，編曲：宮永治郎，主唱：昆夏美

作詞：松本一起，作曲、編曲：上倉紀行，主唱：昆夏美

## 漫畫
莊嚴皇子
創通／FIELDS（原作）、綾峰欄人（漫畫構成）、新島光（作畫）
| 冊數 | 小學館         | 小學館                 |
| 冊數 | 發售日期       | ISBN                   |
| ---- | -------------- | ---------------------- |
| 1    | 2012年10月5日  | ISBN 978-4-86468-307-4 |
| 2    | 2012年12月27日 | ISBN 978-4-86468-316-6 |
| 3    | 2013年3月5日   | ISBN 978-4-86468-324-1 |
| 4    | 2013年7月5日   | ISBN 978-4-86468-337-1 |
| 5    | 2013年11月5日  | ISBN 978-4-86468-348-7 |
| 6    | 2014年5月2日   | ISBN 978-4-86468-366-1 |
| 7    | 2014年10月4日  | ISBN 978-4-86468-387-6 |
| 8    | 2015年3月5日   | ISBN 978-4-86468-405-7 |
| 9    | 2015年8月5日   | ISBN 978-4-86468-427-9 |
| 10   | 2015年12月29日 | ISBN 978-4-86468-447-7 |
| 11   | 2016年9月5日   | ISBN 978-4-86468-474-3 |
| 12   | 2016年10月5日  | ISBN 978-4-86468-477-4 |
| 13   | 2017年4月5日   | ISBN 978-4-86468-498-9 |
| 14   | 2017年12月29日 | ISBN 978-4-86468-534-4 |
| 15   | 2018年12月29日 | ISBN 978-4-86468-609-9 |
| 16   | 2019年5月2日   | ISBN 978-4-86468-643-3 |

銀河機攻隊 莊嚴皇子
創通／FIELDS（原作）、尾崎祐介（作畫）
| 冊數 | 角川書店      | 角川書店               |
| 冊數 | 發售日期      | ISBN                   |
| ---- | ------------- | ---------------------- |
| 1    | 2013年7月9日  | ISBN 978-4-04-120734-5 |
| 2    | 2013年11月8日 | ISBN 978-4-86468-316-6 |

## 外部連結
- 動畫官方網站 （页面存档备份，存于）（日語）
- 优酷独播专区 （页面存档备份，存于）（简体中文）
- 土豆网独播专区 （页面存档备份，存于）（简体中文）